# Kenpō
Kenpō (jap. 拳法 kenpō; wym.kempō) – japońska sztuka walki. Nazwa obejmuje kilka stylów walki, dość różniących się założeniami. Słowo kenpō jest tłumaczeniem chińskiego wyrazu "quánfâ". 

## Style kempo
- Kempo Tai Jutsu
- Shōrinji Kenpō
- Kenpo Kai
- Ryu-Te Kempo Karate